# 巨蛇 (台灣)
巨蛇，是傳說中生活在台灣的巨大蛇類，棲息在北部和中部的山野中。

## 傳說
巨蛇棲息在北部和中部的山野中，身長百尋（超過兩百公尺），鳴聲甚厲，口吐火焰、毒雲，能吞食鹿隻，嘴巴大到騎著馬的人都裝不滿，傳說鄭經的軍隊曾目擊其口吞生鹿。